# Lac Cristal
Lac Cristal är en sjö i Kanada.   Den ligger i regionen Lanaudière och provinsen Québec, i den sydöstra delen av landet, 150 km öster om huvudstaden Ottawa. Lac Cristal ligger 285 meter över havet. Arean är 0,29 kvadratkilometer. Den sträcker sig 0,6 kilometer i nord-sydlig riktning, och 1,0 kilometer i öst-västlig riktning.
I omgivningarna runt Lac Cristal växer i huvudsak blandskog. Runt Lac Cristal är det ganska glesbefolkat, med 34 invånare per kvadratkilometer.